# Mausoleu d'August

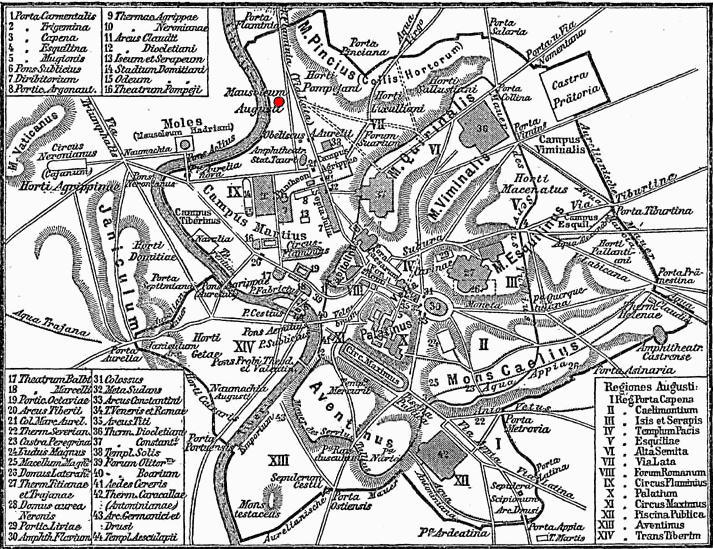
Localització del Mausoleu d'August a l'Antiga Roma.

El mausoleu d'August és un monument funerari del segle i aC, de planta circular, situat a Roma. Va ser construït el 28 aC, i aquí les cendres dels emperadors romans van ser col·locades durant un segle.

## Història
El mausoleu va començar a ser construït per August l'any 28 aC. En aquest punt va tornar d'Alexandria, després d'haver conquerit Egipte a conseqüència de vèncer Marc Antoni a la batalla d'Àccium de l'any 31 aC. En la seva estada a Alexandria havia vist la tomba hel·lenística d'Alexandre el Gran, probablement de planta circular, en la qual es va inspirar per a la construcció de la seva pròpia tomba.

### Enterraments
El primer personatge enterrat —en veritat les seves cendres hi van ser col·locades— va ser Marc Claudi Marcel, nebot d'August, mort l'any 23 aC. Van seguir Marc Vipsani Agripa, Drus el Vell, Octàvia Menor (germana d'August), Luci Cèsar i Gai Cèsar. August va ser-hi enterrat l'any 14, seguit per Drus el Jove, Germànic Cèsar, Lívia (la dona d'August) i Tiberi. Es desconeix si l'emperador Claudi va ser sepultat també en el mateix lloc.
En general els emperadors de la dinastia julioclàudia, i els membres de la família, hi van ser enterrats. Entre les excepcions van ser l'emperador Neró i Júlia, l'única filla natural d'August.
L'últim personatge en rebre-hi sepultura va ser Nerva, l'any 98. El seu successor, Trajà, va ser incinerat i les seves cendres es van dipositar en una urna d'or als peus de la Columna Trajana.

### Estat actual
El que en altres temps fos el lloc d'enterrament més important de Roma, era un terreny ple de mala herba i xiprers. Ha sofert tota mena d'avatars al llarg dels temps, sent utilitzat com vinyar, jardí, i fins i tot fortalesa medieval i plaça de toros al segle xviii.
Després de diverses dècades d'abandonament, l'any 2017 va començar la restauració del mausoleu, gràcies a fons privats i públics. El mausoleu celebra la seva reobertura el 2021.

## Estructura
El monument, concebut com una estructura circular, mesurava 87 metres de diàmetre, i tenia dos obeliscos en la seva entrada. L'interior estava ple de passadissos concèntrics units entre si, on s'albergaven les cendres dels diferents personatges de la família imperial.